# Gabriel Ruiz-Tagle
Gabriel Ruiz-Tagle Correa (15 de junio de 1953) Es un empresario y político chileno. Se desempeñó como ministro del Deporte entre el 14 de noviembre de 2013 y el 11 de marzo de 2014.
Fue el principal accionista de Blanco y Negro S.A., administradora del club de fútbol Colo-Colo, y presidente de su directorio entre 2007 y 2010. Ese año fue designado por el presidente Sebastián Piñera como subsecretario del Deporte.

## Biografía
Hijo del empresario Sergio Ruiz-Tagle Humeres y de María Luisa Correa Larraín.
Estudió en el Colegio San Ignacio. Ingresó a estudiar ingeniería comercial en la Universidad Católica de Chile, aunque pronto se cambió a derecho, y a los 2 años se retiró de la carrera.
Ruiz-Tagle está casado con Loreto Barros y tiene seis hijos.

## Carrera empresarial
En 1973 funda junto a Arturo Matte Lecaros la empresa de distribución de papel Dimar (Distribuidora Matte Ruiz-Tagle). Años más tarde, en 1978, Ruiz-Tagle decide marginarse de Dimar, vendiéndole su parte a Matte Lecaros, y creó junto a Gabriel Navarro otra empresa del mismo rubro, Papeles Industriales (PISA), que comenzó siendo una importadora de papeles y luego se convirtió en una fábrica papelera. En 2003 PISA fue adquirida en un 50% por la transnacional sueca Svenska Cellulosa Aktiebolaget (SCA), por un valor de US$ 55,3 millones.
En marzo de 2006 se integró al directorio de Blanco y Negro S.A., sociedad administradora del club de fútbol Colo-Colo, y el martes 16 de noviembre de 2006 se convirtió en su accionista mayoritario, con una participación de un 24,5%. En abril de 2007 asume el cargo de Presidente de Blanco y Negro S.A. Al asumir como director de Chiledeportes, en 2010, tuvo que renunciar a la presidencia del club, y meses más tarde vendió sus acciones.
Tras su paso por el gobierno de Sebastián Piñera, en 2014 retomó funciones en su oficina de inversiones, hasta ese año administrada por sus hijos. En agosto de ese año se lanzó el medio digital de derecha El Líbero, del cual es copropietario con Hernán Büchi y el abogado José Antonio Guzmán. En noviembre de 2014 se anunció que ingresará como socio financista de la Ciudad Deportiva Iván Zamorano.
En abril de 2018 volvió al directorio de Blanco y Negro S.A..

## Carrera política
Como militante de Renovación Nacional, en el año 1989 encabezó el comité que logró convencer a Hernán Büchi, que era en ese entonces ministro de Hacienda, a postular como candidato para las elecciones presidenciales de 1989.[cita requerida] Posteriormente ingresó a Unión Demócrata Independiente (UDI), partido del que conformó su Consejo Directivo en diciembre de 1994. En 2005 fue el jefe de campaña de Pablo Longueira en las elecciones parlamentarias de ese año, quien fue elegido senador.

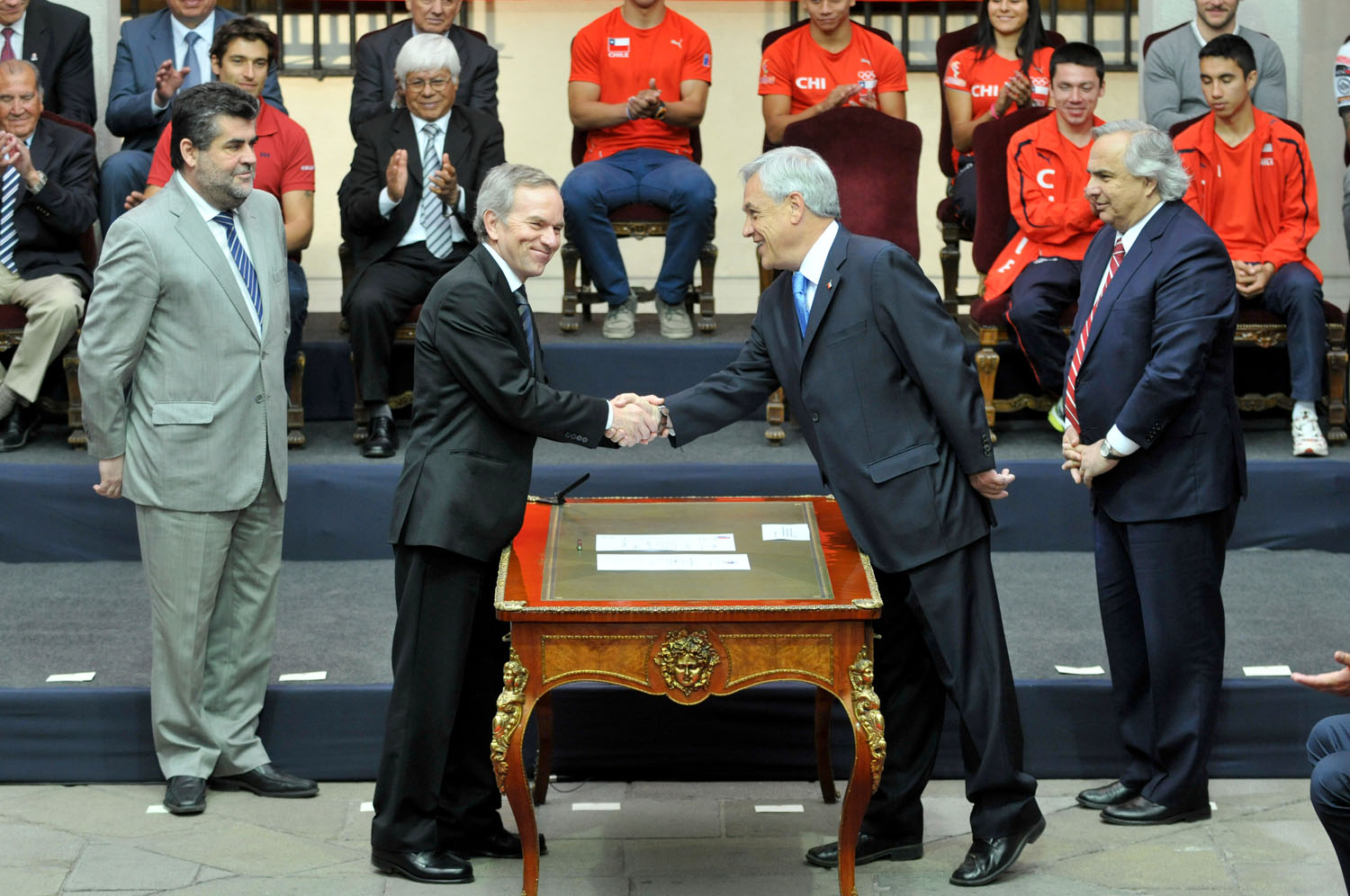
Juramento como ministro del Deporte en 2013.

El 19 de febrero de 2010 fue nombrado subsecretario del Deporte de Chile por el presidente electo Sebastián Piñera, por lo que dejó la presidencia de Colo-Colo antes de asumir el 11 de marzo de ese año. A pesar de que en un principio manifestó que conservaría sus acciones en Blanco y Negro mientras estuviera a la cabeza de Chiledeportes, tras un dictamen de la Contraloría General de la República donde se establecía que Ruiz-Tagle debía abstenerse de tomar decisiones relacionadas con el fútbol por "contravenir especialmente el principio de probidad administrativa", decidió ponerlas a la venta a fines de julio de 2010. Ello se materializó el 24 de agosto de ese año, cuando vendió su paquete accionario a Hernán Levy, consuegro del presidente Piñera.
El jueves 14 de noviembre de 2013 fue nombrado como el primer ministro del Deporte, cartera creada por ley en agosto de ese mismo año. Se mantuvo en el cargo hasta el 11 de marzo de 2014, con el fin del periodo presidencial del Presidente Piñera.

## Controversias legales y condenas

### Instituto Nacional de Deportes
La gestión de Ruiz-Tagle en el Instituto Nacional de Deportes fue cuestionada en septiembre de 2015 por la Contraloría General de la República de Chile, la cual publicó un informe donde se objetaron rendiciones de gastos de la Corporación Juegos Suramericanos Santiago 2014, por un total que supera los 4 mil millones de pesos chilenos. Al respecto, Ruiz-Tagle sostuvo que “Acá, en ninguna parte se habla de desvío de recursos o mal uso. Es importante señalar que todos los gastos y rendiciones fueron aprobadas por el IND en esta administración”, aunque reconoció falta de prolijidad en la entrega de las rendiciones, señalando que: “debería haber sido más rigurosa la entrega de rendiciones. Lo hubiese hecho con mucho gusto, pero nuestra gestión terminó en marzo, durante los Juegos, que fueron bien hechos y al país le aportaron muchos recursos”.
En octubre de 2019, el Instituto Nacional de deportes judicializó la cobranza de más de CLP 1.480 millones que fueron parte de los fondos públicos aportados a dicha corporación.

### Cartel del Papel Tisú
En octubre de 2015 la Fiscalía Nacional Económica presentó una demanda ante el Tribunal de Defensa de la Libre Competencia por la colusión de la industria de papel tisú, entre las empresas CMPC y SCA (entonces PISA), como consecuencia de la irrupción en el mercado de la marca Acuenta. Gabriel Ruiz-Tagle, en su calidad de dueño de la empresa PISA, habría acordado en el año 2000 la subida de precios de los productos del rubro junto al gerente general de CMPC Tissue en aquella época, Jorge Morel. El político negó las acusaciones, afirmando en el año 2015 que «desde que dejé la gerencia general de la compañía en 2001 hasta el día de hoy, he estado totalmente desligado de la gestión».
Sin embargo, tiempo más tarde en el marco del juicio ante el Tribunal de Defensa de la Libre Competencia, Ruiz-Tagle reconoció haberse reunido efectivamente con Morel. Con base en diversos antecedentes, el Tribunal dio por acreditada la colusión en su sentencia de diciembre de 2017, señalando que "con anterioridad al 2006 existió un acuerdo... con el objeto de poner término a la guerra de precios existente producto de la entrada de Acuenta y mantener estables las participaciones de mercado de CMPC y PISA en el negocio masivo del tissue; acuerdo que habría tenido su origen en las reuniones sostenidas en Las Brisas de Chicureo entre representantes de ambas firmas el año 2000".
Ruiz-Tagle alegó haber sido víctima de coacción por parte del competidor líder en el mercado, lo que fue reconocido por la Corte Suprema en enero de 2020, cuando revocó a CMPC el beneficio de la delación compensada, pues "ha quedado debidamente acreditado en autos que no solo organizó el acuerdo colutorio en examen, sino que, además, ejerció coacción de carácter económico sobre su competidor PISA a fin de conducirlo a formar parte de él y, más adelante, a asegurar su permanencia en el mismo", según la resolución pronunciada por la Tercera Sala del máximo tribunal integrada por los ministros Sergio Muñoz, María Eugenia Sandoval, Carlos Aránguiz, Jorge Dahm y Arturo Prado.

### Abuso de información privilegiada
Por otra parte, en noviembre de 2019 la Comisión para el Mercado Financiero, organismo público estatal, decidió sancionar a Ruiz-Tagle por uso de información privilegiada al transar acciones del Club Deportivo Colo-Colo, en su calidad de director de Blanco y Negro S.A., estando en conocimiento de los estados financieros de la sociedad al 31 de marzo de 2018 y que, a esa fecha, no eran de conocimiento público. Para ello, el organismo público descubrió que Ruiz-Tagle vendió más de 4 millones de acciones al día siguiente de conocer en una sesión de directorio de Blanco y Negro S.A. que las ganancias del primer trimestre de 2018 eran 95% menores que las del mismo periodo del año anterior, y un día antes de que se diera a conocer dicho hecho al mercado. Así, la Comisión detectó que la ganancia obtenida por Ruiz-Tagle fue de 12.550 Unidades de Fomento (unos 353 millones de pesos chilenos).
El Consejo de la Comisión para el Mercado Financiero decidió aplicar la multa máxima posible, de 15.000 Unidades de Fomento (rebajada en un 50% por circunstancias atenuantes), además de la sanción accesoria de inhabilidad temporal por cinco años para el ejercicio del cargo de director o ejecutivo principal de sociedades anónimas u otras entidades fiscalizadas por la Comisión. De este modo, pese a la multa aplicada por el organismo público, Ruiz-Tagle mantuvo un diferencial a su favor de 5.050 Unidades de Fomento (142 millones de pesos chilenos).